# Association for Information Systems
Association for Information Systems（AIS）は、1994年に設立された情報システム学領域の国際学術組織である。

## 運営
全世界の情報システムに携わる専門家の質の向上と情報システム学領域の成長を目指して会議の開催および書籍・ジャーナルの公刊を行うとしている。

## 目的
その目的は
1. 情報システムに関わる教育者、研究者および専門家の専門性を創造・維持、およびメンバー間のコミュニケーションを促進
2. 情報システムに影響を与えるあるいは管理を行う政府、私的機関または教育機関との接点の供給
3. 情報システムに関する教育環境の継続的改善
4. 情報システム学術領域および情報システム専門家の将来的なビジョンの創造

などを規定している。

## 会議
- International Conference on Information Systems
- Americas' Conference on Information Systems
- European Conference on Information Systems
- Pacific Asia Conference on Information Systems（Web）

## 関連組織
- UK Academy for Information Systems（Web）
- The Japan Association for Information Systems（Web）
- Japan(Nippon) Association for Information Systems（Web）